# Retromóvil Madrid
Retromóvil, Salón internacional del automóvil de época, clásico y deportivo, más conocido como Retromóvil, es un salón del automóvil clásico celebrado en la ciudad de Madrid, España.

## Historia

### Primeras ediciones
En 1995 se puso en marcha la primera edición de Retromóvil, la exposición internacional de automóviles clásicos celebrada en Madrid cada año. Desde su creación, este salón del automóvil se ubicaba en el Pabellón de Cristal del recinto ferial de la Casa de Campo, hasta que en el año 2009 se traslada al Instituto Ferial de Madrid (IFEMA) coincidiendo con su XIV edición.
A partir de 2010, el testigo lo toma ClassicAuto Madrid, Salón Internacional del Vehículo Clásico, evento celebrado en el pabellón de Cristal de la Casa de Campo cada mes de febrero, muy similar a Retromóvil que deja de celebrarse.

### Regreso de la Feria
Tras siete años, Retromóvil Madrid reaparece en IFEMA en el mes de diciembre (15 a 17) y celebra su decimoquinta edición de la mano organizadora de la empresa especializada Eventos del Motor, SL., con una afluencia que supera los 22.000 visitantes. A partir de este año, se celebran las dos ferias de vehículos clásicos de Madrid, tanto ClassicAuto Madrid como Retromóvil Madrid.
La decimoséptima edición de Retromóvil se llevó a cabo, nuevamente en IFEMA, del 29 de noviembre al 1 de diciembre de 2019.

## Actividad
En Retromóvil se exponen stands de todo aquello relacionado con el mundo del automóvil clásico como:
- Vehículos antiguos restaurados.
- Fabricantes de automóviles de estilo Retro.
- Motocicletas y ciclomotores antiguos.
- Compra venta de vehículos antiguos y accesorios.
- Vehículos de juguete y maquetas de modelos clásicos.
- Piezas de recambio para restauración.
- Libros y revistas especializadas en vehículos antiguos.
- Clubes del automóvil.
- Etc.

En ediciones puntuales, Retromóvil ha contado con la presencia de automóviles modernos de diseño futurista, sirva el caso de Tramontana (automóvil) en la XIV edición.